# ОШ „Исидора Секулић” Панчево
ОШ „Исидора Секулић” једна је од основних школа у Панчеву. Налази се у улици Сердара Јанка Вукотића 7. Име је добила по Исидори Секулић, књижевници, академику и првој жени члану Српске академије наука и уметности која је радила као наставница математике у Панчеву, у Српској вишој девојачкој школи од 1897. до 1909. године.

## Историјат
Почела је са радом јануара 1979. године, а 2010. броји 562 ученика, распоређених у 23 одељења.
Године 2000—2010. наставници и стручни сарадници су развијали своју праксу и усмеравали је на ученике. Градили су инклузивну школу на правима детета, подстичући процес учења код сваког ученика и негујући подстицајну школску климу. Кроз организоване семинара и обуку усмеравали су свој рад на развој професионалних компетенција наставника кроз укључивање свих ученика у наставни процес, развијању вештина препознавања различитих потреба и темпа учења, већу подршку различитостима кроз изградњу сарадње и прихватања. На изградњу инклузивног приступа образовању у школи су утицали штићеници Дома за децу и омладину „Споменак”, који су и њихови ученици.
Године 2002. постали су чланица Међународних школа мира и 2009. Школа без насиља. Успоставили су 14. априла 2010. Споразум о међусобној сарадњи са школом за основно и средње образовање „Мара Мандић”, који подразумева подршку деци са сметњама и тешкоћама у развоју која се из ње укључују у типичну школу и заједничко учешће ученика „Мара Мандић” и ученика типичне школе у ваннаставним активностима.
У циљу развијања ефикасног модела инклузивног образовања, у девет школа у Србији се реализовао од новембра 2009. године до маја 2010. године пројекат Развој функционалног модела примене инклузивног образовања. Министарство просвете је изабрало основну школу „Исидора Секулић” као модел школа инклузивног образовања. Били су домаћину Националне обуке – семинара „Инклузивно образовање и индивидуални образовни план” 23. и 24. августа 2010. године.

## Пројекти
Пројекти основне школе „Исидора Секулић”:
- „ВеликиМали” 2010.
- „Инклузија у пракси” 2006—2007. (подржан од организације Спасимо децу)
- „Визија – инклузија” 2009—2010. (подржан од Фонда за отворено друштво)
- „Пренеси пољубац” 6. октобар 2009.
- Дан замене улога ученика и школског особља 7. новембар 2009.
- Семинар „Креирањем индивидуалних планова до инклузивне праксе” 29. и 30. новембар 2009.
- Семинар „Настава у учионици и online настава – мешовити модел” 20. и 21. марта 2010.

Награђени су у оквиру пројекта „За чистије и зеленије школе Војводине” као школа која доприноси у области екологије и подизању свести о значају животне средине. Удружење „Чеп за хендикеп” их је прогласило за најактивнију школу у Јужнобанатском округу.

## Догађаји
Догађаји основне школе „Исидора Секулић”:
- Дан школе
- Дан љубави
- Дан здраве хране[5]
- Дан заштите озонског омотача[5]
- Дрво генерације[5]
- Дечија недеље
- Спортски турнири
- Спортска недеља[5]
- Школска слава Свети Сава
- Исидорино књижевно подне
- Фестивал науке
- Фестивал здраве хране
- Фестивал луткарства
- Међународни сусрет фолклорних пријатеља

## Галерија
- Улаз у школу.
- ОШ „Исидора Секулић” Панчево.
- Споменик Исидоре Секулић у дворишту школе.
- ОШ „Исидора Секулић” Панчево.
- Двориште школе.
- ОШ „Исидора Секулић” Панчево.
- Кошаркашки терени у дворишту школе.
- Кошаркашки терени у дворишту школе.